# 빌리 브란트
빌리 브란트(독일어: Willy Brandt, 독일어 발음: [ˈvɪliː ˈbʁant] ( 듣기), 1913년 12월 18일~1992년 10월 8일)는 독일의 정치인으로 서독의 총리 (1969년~1974년)이자 독일 사회민주당의 당수 (1964년~1987년)이었다. 야당의 저항이 구현에서 브란트의 국내 프로그램의 거의를 지켰기 때문에 그의 가장 중요한 유산은 동독, 폴란드와 소련과 관계들을 향상시키는 데 목표를 둔 동방정책이었다. 이 정책은 서독에서 숙고적인 논쟁을 일으켰으나 브란트는 1971년 노벨 평화상을 수상하였다. "평화의 이상"을 언급한 인증은 그의 활동적인 정치 경력을 통하여 총리에게 길잡이로 지내왔다.
브란트는 자신의 가까운 측근들 중의 하나가 슈타지를 위하여 일한 것으로 알려진 후 1974년 총리로서 강제로 사임하였다. 이 일은 전쟁 이후 서독의 역사에서 가장 큰 정치 스캔들 중의 하나가 되었다. 퇴직에 그는 남북 분열을 줄이고, 환경을 보존하고 "공유, 정의 및 평화"에 세계를 건설하는 방향으로 들어가는 독립적인 조사단 "브란트 위원회"의 의장을 지냈다. 1980년 발행된 "남북-생존을 위한 프로그램" 후속 보고서는 많은 것을 예상하였고, 유엔의 밀레니엄 개발 목표에서 안치된 목표를 향하여 실리적으로 공헌하였다.
총리로서 그의 기간이 비록 논쟁에 끝냈어도 브란트는 남북의 공평에 관한 토론을 흥행하는 데 평화와 정의를 위하여 자신의 지성과 열정을 지속적으로 이용하여 개발, 경제와 제3세계의 빚에 관하여 생각하는 데 매우 가치 있고 오래가는 공헌을 이루었다. 그의 위원회는 에드워드 히스 같은 몇몇의 저명한 부재중 정치인들에게 20세기와 21세기의 가장 중요한 논점들 중에 어떤 것으로 그들의 경험으로부터 기여하고 행성 생존을 보장할 수 있도록 하였다.
자신이 나치 독일로부터 탈출하고 제3제국과 연관성이 없었기 때문에 브란트는 유럽의 것으로 그 국가의 신분을 감추는 데 대체로 평화주의적 정신과 의지와 함께 경제력으로서 독일의 재건을 이끄는 데 잘 놓였다. 1990년 독일의 재통일은 브란트의 동방과 친선 정책에 많은 빚을 졌다.

## 어린 시절과 제2차 세계 대전
헤르베르트 에른스트 카를 프람(독일어: Herbert Ernst Karl Frahm)이라는 본명으로 뤼베크에서 백화점의 현금출납원으로 일을 한 미혼의 모친에게 태어났다. 그의 부친은 브란트가 전혀 만나지 않은 욘 하인리히 묄러로 불린 함부르크에서 온 장부계원(bookkeeper)이었다.
그는 선박 중개인이자 대리인 F. H. 베르틀링에 도제가 되었다. 그는 1929년 "사회주의 청년", 그리고 1930년 독일 사회민주당에 입당하였다. 그는 스페인에서 마르크스주의통일노동자당과 영국에서 독립노동당으로 제휴된 더욱 좌익의 독일 사회주의노동자당에 입당하였다. 1933년 자신이 도제로 지내온 시간으로부터 항구와 그 선박들과 함께 자신의 연결들을 이용한 그는 나치스의 박해를 탈출하는 데 배를 타고 노르웨이를 위하여 독일을 떠났다. 그가 나치 조사관들에 의한 발견을 피하는 데 필명 빌리 브란트를 채택한 일이 이때 생겼다. 1934년 국제혁명청년조직사무국의 창설에 참여하여 그 서기관으로 선출되었다.
"군나르 가슬란"으로 불린 노르웨이의 학생으로서 변장하여 1936년 9월부터 12월까지 독일을 방문하였다. 1937년 스페인 내전이 일어난 동안 그는 스페인에서 저널리스트로 일하였다. 1938년 독일 정부는 그의 시민권을 폐지하여 그는 노르웨이 시민권을 신청하였다. 1940년 그는 노르웨이에서 독일 점령군에 의하여 체포되었으나 자신이 노르웨이의 유니폼을 입었기 때문에 증명되지 않았다. 자신의 석방에 그는 중립의 스웨덴으로 탈출하였다. 그해 8월 그는 노르웨이 시민이 되어 자신이 전쟁의 말기까지 살았던 스톡홀름에 있는 노르웨이 대사관으로부터 자신의 여권을 받았다. 나치 독일에서 사회민주당원들과 제2차 세계 대전의 시작에 독일군에 점령된 국가들에 의하여 경험한 문제들에 관하여 보메르스비크 칼리지에서 강의하는 데 브란트는 12월 1일 스웨덴으로 돌아왔다.

## 서베를린 시장과 서독의 외무장관

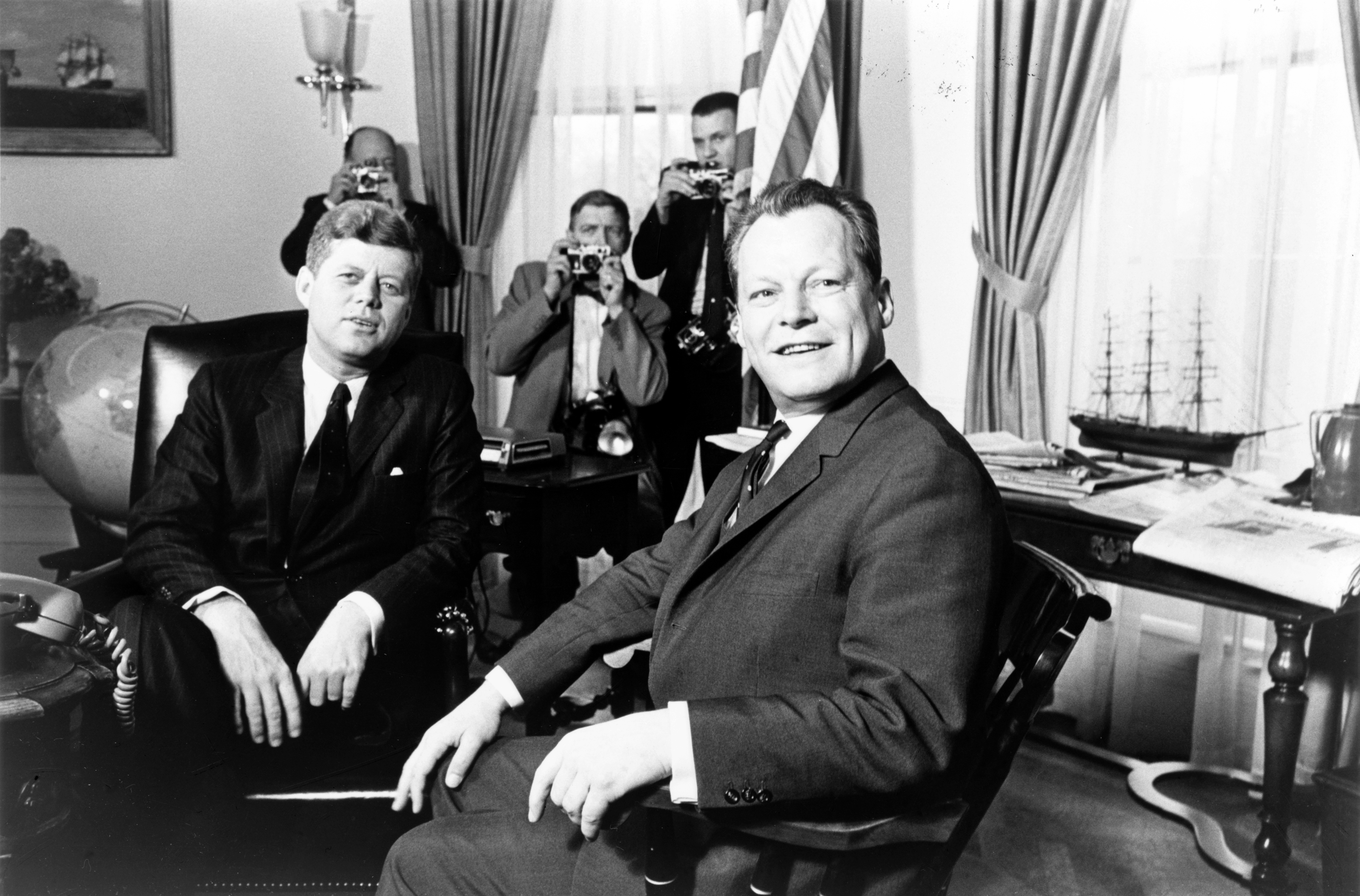
서베를린 시장 시절 케네디 대통령을 만난 브란트 (1961년)

1946년 후순에 브란트는 베를린으로 돌아와 노르웨이 정부를 위하여 일하였다.
1948년 그는 베를린에서 독일 사회민주당 (SPD)에 입당하였다. 그는 다시 독일 시민이 되어 자신의 법적 이름으로서 정식으로 자신의 필명을 채택하였다.
소련의 1956년 헝가리 혁명 진압과 베를린이 "자유 도시"의 신분을 받는 니키타 흐루쇼프의 1958년 제안에 대항하는 데 까놓고 말을 한 그는 후에 변할 평가로 자시의 당의 우익에 속한 것으로 숙고되었다.
브란트는 세력 있는 출판업자 악셀 슈프링어에 의하여 지지되었다. 베를린 장벽의 건설과 함께 도시를 위하여 특별히 스트레스를 받은 시간에 1957년 10월 3일부터 1966년까지 그는 서베를린 시장이었다.
1964년 브란트는 독일 사회민주당의 의장이 되어 1987년까지 지냈다.
1961년 브란트는 총리를 위하여 독일 사회민주당 후보였으나 콘라트 아데나워의 보수적 독일 기독교민주연합 (CDU)에게 패하였다. 1965년 그는 다시 출마하였으며 대중적인 루트비히 에르하르트에게 패하였다. 그러나 에르하르트의 정부는 수명이 짧았고 1966년 독일 사회민주당과 독일 기독교민주연합 사이에 대연정이 형성되어 브란트는 외무장관 및 부총리가 되었다.

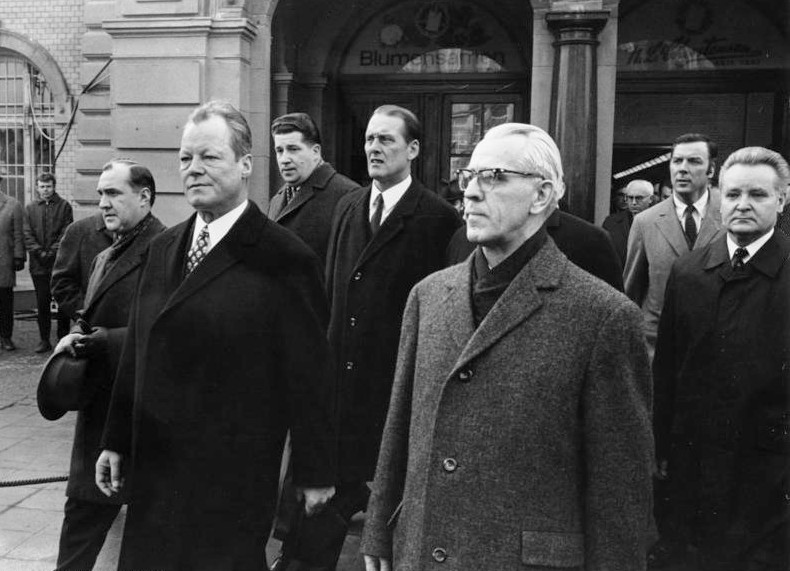
에어푸르트에서 빌리 슈토프 동독 총리와 함께 (1970년)

## 서독의 총리
1969년 총선 후에 지도적인 후보로서 다시 브란트와 함께 독일 사회민주당은 더욱 강해졌고, 협상의 3주 후에 작은 자유적 독일 자유민주당 (FDP)과 연정을 형성하였다. 브란트는 총리로 선출되었다.

### 외교 정책

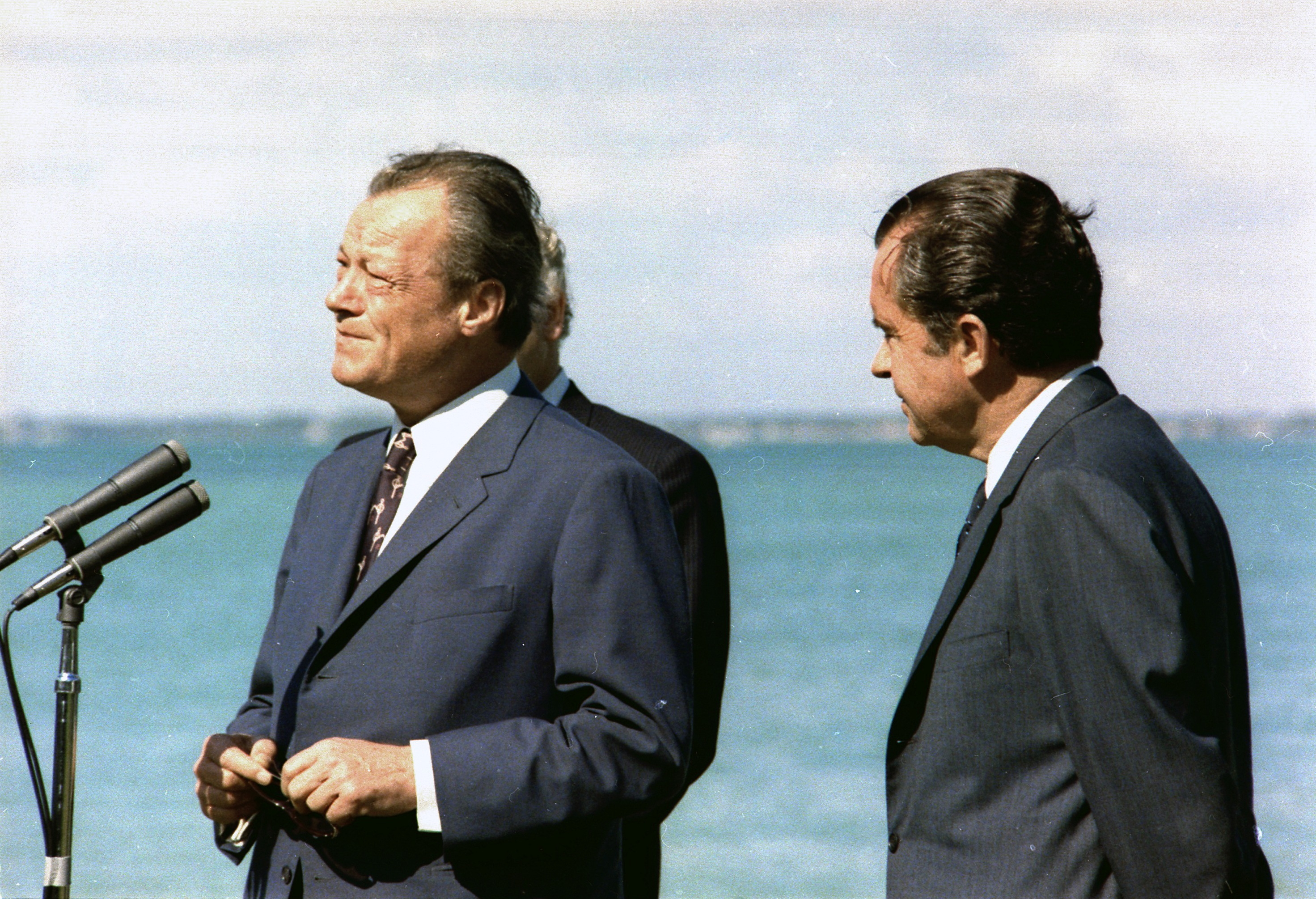
닉슨 대통령과 브란트 총리 (1971년)

총리로서 브란트는 자신의 동방정책을 개발하는 데 더 많은 범위를 얻었다. 그는 동독과 어느 정도의 화해를 창조하고, 소련, 폴란드와 다른 동구권 국가들과 관계들을 향상시키는 것에 활동적이었다. 그 결과 모스크바 조약, 바르샤바 조약 등을 체결했다. 공산권과 화해인 동방정책은 한국의 김대중 전 대통령 당시 대북정책이었던 햇볕정책에 영향을 준 것으로 알려졌다.
브란트가 바르샤바 게토 반란의 희생자들에 기념비에서 분명히 자발적으로 무릎을 꿇은 유명한 "Warschauer Kniefall" (바르샤바의 무릎 꿇기)와 함께 1970년 12월 중요한 순간이 왔다. 반란은 폴란드의 군사 점령 동안에 일어났고, 기념비는 반란을 진압하고 남은 게토의 거주민들을 수용소들로 끌고 간 독일군들에 의하여 살해된 자들에게 세워진 것이다.
1970년 브란트는 타임 올해의 인물로 선정되었다.
1971년 브란트는 동독, 폴란드와 소련과 관계들을 향상시키는 자신의 업적으로 노벨 평화상을 수상하였다. 자신의 노벨상 강연에서 브란트는 이 새로운 전쟁에서 자신이 달성할 수 있던 것은 충분하지 않았다는 것을 암시한 인도와 파키스탄 사이에 현재 갈등을 언급하였다. 그는 지속적으로 다음과 같이 말하였다.
전쟁은 정치적 종말들을 달성하는 데 의미들이 되지 말아야 한다.  전쟁은 제안되는 것이 아니라 제거되어야 한다.  오늘날 아무 국익이 평화를 위한 공동 책임으로부터 고립될 수 없다.  이 사실은 전체의 외교 관계들에서 인정되어야 한다.  유럽과 전세계의 안정을 달성하는 의미들로서 그러므로 외교 정책은 긴장을 줄이고 국경을 넘어 교섭을 흥행하는 데 목표를 삼아야 한다.

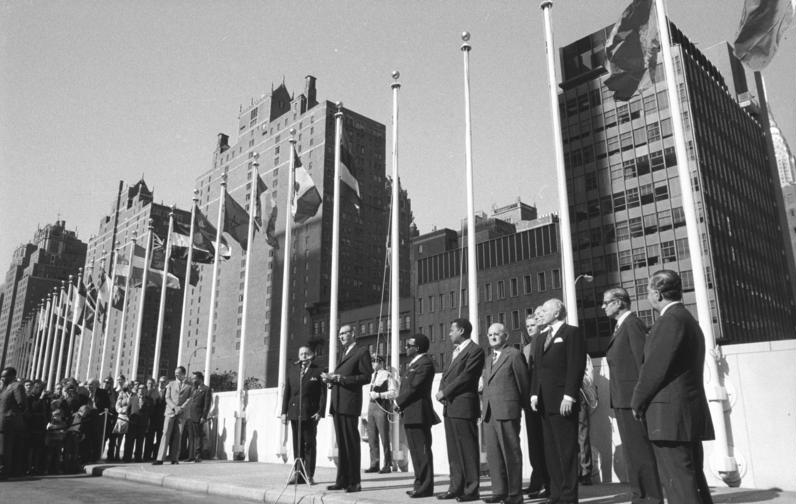
동서독의 동시 유엔 가입 (1973년 9월 18일)

서독에서 브란트의 동방정책은 매우 논란의 여지가 있어 인구를 2개의 진영으로 나누었으며 다른 편들이 예를 들어 고립보다 교전 정책을 통하여 변화에 용기를 주는 화해를 통한 변화에 목표를 두면서 브란트의 운동을 성원한 동안 가장 두드러지게 역사적 동독과 동유럽으로부터 스탈린주의 민족 청소의 희생자들인 다른 편이 그들의 반대를 큰 소리로 말하여 정책을 "불법"과 "대역죄"로 불렀다. 브란트의 지지자들은 그의 동방정책이 동구권의 공성 정신을 무너뜨리고 결국적으로 그 몰락으로 이끈 다른 사건들과 함께 그들의 사회주의의 오명에서 모순에 관한 인식을 늘이는 데 도움을 주었다고 주장한다. 동방정책은 많은 사회민주당원들은 물론 보수적 정당들에 의하여 강하게 반대되었다.
1973년 9월 18일 동서독이 함께 유엔에 가입하고, 9월 26일 브란트는 독일연방공화국 총리로서 처음으로 유엔 총회에서 연설하였다.

### 국내 정책

#### 1960년대의 정치적·사회적 변화들
1960년대 후반에 서독은 학생들의 소란들과 전체의 독일 국민들이 기꺼이 인정 혹은 승인하지 않았던 정통적인 "시간들의 변화"에 의하여 흔들렸다. 안정적이고 평화로운 국가와 "경제적 기적"의 성과와 함께 행복한 것으로 보인 것이 다수의 시민들이 그들의 나치 과거를 향할 수 없으면서 깊게 보수적, 중산 계급과 불안정한 국민들로 밝혀졌다. 대부분이 학생들이었던 젊은 세대들은 독일의 미래를 향한 매우 진보적인 자세를 취하여 자신들이 아주 구식인 것으로 숙고한 생활의 방향에 대항하는 강력한 음성이었다.

#### 브란트가 학생들을 이기며
브란트의 전임자 쿠르트 게오르크 키징거는 나치당의 당원으로 지내왔다. 브란트는 나치 테러의 피해자로 지내와 두명의 총리들 사이에 더 넓은 간격이 존재하지 않았다. 브란트와 달리 키징거는 학생들의 정치 요구들을 이해할 수 없었다. 그를 위하여 그들은 "목욕과 자신들을 단련하는 자를 필요했던 장발의 중퇴자들의 수치스러운 관중 밖에 없었다. 자신들을 후원하는 상당한 크기의 지식인들과 함께 학생들은 자신의 부모들의 가치와 미덕을 거꾸로 하고, 일반적으로 사회, 법률과 정치의 개혁들을 서독 사회에 의문하였다.
국내 분야에 브란트는 사회, 법률과 정치의 개혁들의 이 과정을 정확하게 속행하였다. 자신의 선거 후에 자신의 첫 국회 연설에서 브란트는 학생들이 나거서 권위에 항의하도록 만든 것을 자신이 함축한 것을 나타냈다. 연설에서 그는 개혁들에 관한 자신의 정치적 과정이 유명한 요약 "Wir wollen mehr Demokratie wagen" (더 많은 민주주의를 도전하자)와 함께 그것을 끝내는 것을 주장하였다. 이 일은 가장 많은 학생들과 전쟁 후에 자신들의 부모들이 건설한 것으로부터 완전히 다른 국가에 관한 꿈을 꾼 다른 서독의 젊은이들 사이에 그와 또한 독일 사회민주당을 매우 인기있게 만들었다. 하지만 브란트의 많은 개혁들은 기독교민주연합/바이에른 기독교사회연합 (CSU)에 의하여 지배된 국가 정부들의 저항을 만났다. 개혁자의 낙천주의 영혼은 1973년 유류 파동에 의하여 짧아졌다. 브란트의 국내 정책은 서독의 많은 경제 문제들을 일으킨 것으로 비판을 받아왔다.

#### 1972년 위기
이 논쟁들 때문에 그의 연정의 몇몇 일원들이 편들을 전환하였다. 1972년 5월 야당 기독교민주연합은 독일 연방의회에서 다수가 자신감 없이 투표를 요구한 것을 믿었다. 이 자신감이 통과된 라이너 바르첼이 총리로서 브란트를 대체하려고 하였다. 놀랍게도 자신감은 실패하였다. 차이는 2개의 투표 차이로 매우 좁았고, 아주 후에 브란트를 위하여 투표하는 데 아마 동독의 슈타지에 의하여 한명 혹은 두명의 기독교민주연합의 당원들이 지불되었다는 것으로 드러났다.
브란트가 총리로 남아있었어도 그는 자신의 다수를 패하였다. 독일 연방의회에서 가장 두드러지게 예산에 후속 의안 제출권들이 실패하였다. 이 궁지 때문에 독일 연방의회는 해산되었고, 새로운 선거들이 요구되었다. 그의 개혁 국내 정책들은 물론, 브란트의 동방정책은 젊은 세대의 일부들과 인기가 있었고, 1972년 후순에 여태까지 그 최고의 연방 선거로 그의 사회민주당을 이끌었다.
1972년 선거 운동이 있는 동안 인기있는 많은 서독의 화가, 지식인, 작가, 배우들과 전문인들이 브란트와 사회민주당을 지지하였다. 그들 중에는 귄터 그라스, 발터 옌스와 축구 선수 파울 브라이트너가 있었다. 광고와 더욱 최근에 인터넷 페이지들을 통하여 사회민주당의 공개 승인들은 그때 이래 만연한 현상이 되었다.
공산주의에 동점심을 가지거나 좌익의 과격주의자들에 연약한 것으로 지낸 것에 관한 개념에 대응하는 데 브란트는 공공 서비스로부터 "과격론자"들을 쫓아낸 완고한 입법을 실시하였다.

### 기욤 사건과 사임
1973년 경에 서독 안정 조직들은 브란트의 개인적 비서들 중의 하나인 귄터 기욤이 동독을 위한 간첩이었다는 정보를 받았다. 브란트는 지속적으로 평소처럼 일하는 데 의문되었고, 그는 동의하여 기욤과 사적인 휴가마저 갔다. 기욤은 1974년 4월 24일 체포되었고, 서독 정부는 자신의 당에 간첩을 가진 것으로 브란트에 핑계를 대었다. 동시에 브란트가 매춘부들과 함께 어떤 일시적인 정사들을 가졌던 그의 사생활에 관한 어떤 폭로들이 신문들에 나왔다. 브란트는 자살을 예상하였고, 자살 유서마저 작성하였다. 대신 그는 기욤을 위한 책임을 받아들이는 데 선택하여 5월 7일 사임하였다.
기욤은 동독을 위한 간첩으로 지내와 동독 국가보안부의 주요 정보국의 우두머리 마르쿠스 볼프에 의하여 감독되었다. 볼프는 재통일 후에 브란트의 사임이 전혀 의도되지 않았고 사건은 동독 첩보부의 가장 큰 실수들 중의 하나였다는 것을 언급하였다. 이 일은 1957년~1989년 스탈린과 베리아의 전 신봉자 에리히 밀케에 의하여 지도되었다.
브란트는 자신과 달리 자신의 정당의 우익에 속했던 사회민주당원 헬무트 슈미트에 의하여 총리로서 계승되었다. 자신의 일생의 나머지를 위하여 브란트는 자신의 동료 사회민주당원이자 장기적 라이벌 헤르베르트 베너가 자신의 몰락을 위하여 계획된 것으로 수상하게 남아있었으나 이것을 위한 증거는 부족한 것으로 보인다.
브란트와 기욤에 관한 이야기는 마이클 프레인에 의한 연극 〈민주주의〉에서 말해진다. 연극은 40년의 세월에 서독에서 첫 중도좌파 총리로서 그의 선거에서 그의 신임한 비서 기욤의 손에 그의 몰락까지 브란트의 경력을 따라간다. 연극은 서독 총리의 신임한 개인적 비서이자 슈타지의 간첩으로서 기욤의 이중 신분과 그의 진심의 사랑과 총리를 위한 감탄과 함께 브란트의 적의 충돌에 그의 임무로서 기욤의 대립을 시험한다.

## 이후의 생애

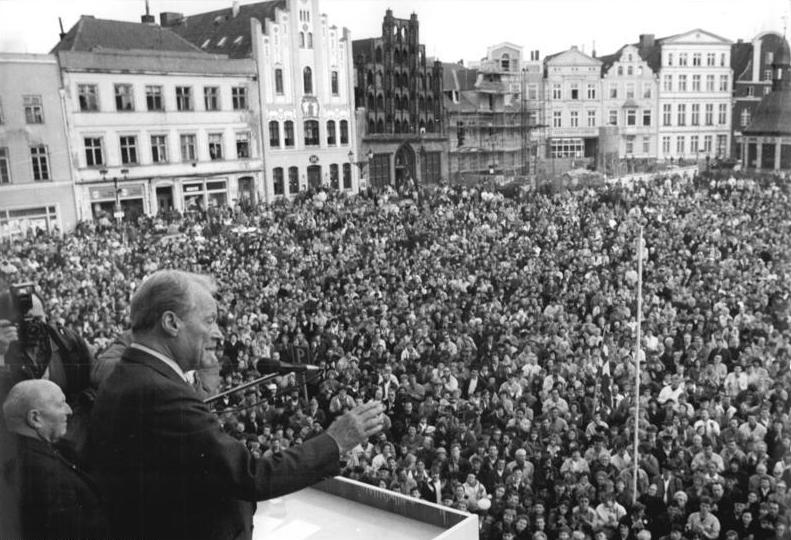
비스마르에서 동독 총선거를 위한 캠페인을 벌이는 연설을 하는 브란트 (1990년 3월)

총리로서 자신의 기간 후에 브란트는 1987년까지 자신의 정당 독일 사회민주당의 당수로 남아있었고, 독일 연방의회에서 자신의 의석을 유지하였다. 브란트는 1976년부터 1992년까지 자신이 평화의 세계 정당으로 부른 사회주의 인터내셔널의 우두머리였으며 그 조직을 유럽의 국경을 넘어 크게 만드는 일을 하였다. 1977년 그는 국제 개발 문제를 위한 독립적인 위원회의 의장으로 임명되어 1980년 제3세계에서 개발로 세계의 태도에서 격렬한 변화들을 요구하였다. 이것은 "브란트 리포트"로 알려지게 되었다.
개발 문제들에서 그의 지속적인 흥미는 지구촌 마셜 플랜 타입의 발의권을 흥행하는 데 봉납된 자신의 업무로부터 지구촌 협상 센터가 개발된 동안 기아와 함께 부문을 연결하는 자신의 1986년 저서의 타이틀에 의하여 지시되었다. 그 센터는 또한 티쿤 (Tikkun) 공동체의 프로젝트인 영적 진보의 조직망과 연결들을 가졌다. "Tikkun olam" (세계를 배상하는 데)으로서 티쿤은 "배상"을 위한 히브리어 명언이다.
1975년 포르투갈이 공산주의로 떨어질 것으로 넓게 근심된 브란트는 다수의 승리를 거둔 마리우 소아르스의 민주사회당을 지지하여 포르투갈을 자본주의로 지켰다.
1989년 후순에 브란트는 양자 연방의 어떤 일종에 재통일에 공개적으로 호의를 가지는 데 서독에서 첫 좌익 지도자들 중의 하나가 되었다. 그의 공개 성명 "함께 속하는 것이 이제 함께 자라난다."는 자주 인용되었다.
브란트의 마지막 공공 출연들 중의 하나는 1990년 이라크가 쿠웨이트를 침공한 후, 사담 후세인에 의하여 잡힌 어떤 서방의 인질들을 해방시키는 데 바그다드로 날아갔던 것이었다. 1992년 10월 8일 라인강의 웅켈에 있는 저택에서 췌장암으로 사망했다. 사후 그의 장례는 1929년 이래 독일 첫 국장으로 거행되었으며 그는 베를린에 있는 첼렌도로프 묘지에 안장되었다.
브란트는 1979년부터 1983년까지 유럽 의회의 의원, 그리고 1987년부터 1992년 자신의 사망까지 사회민주당의 명예 의장이었다. 사회민주당이 본부를 1990년대 중반에 본에서 베를린으로 옮겼을 때 새로운 본부는 "빌리 브란트 하우스"로 이름이 붙었다.

## 가족
1941년부터 1948년까지 브란트는 노르웨이인 부친과 독일계 미국인 모친의 딸 안나 카를로타 토르킬드센에게 결혼되었다. 그들은 딸 니나 (1940년생)를 두었다. 브란트와 토르킬드센이 1946년 이혼한 후, 그는 노르웨이인 루트 한센과 1948년에 결혼하였다. 부부는 3명의 아들 - 페터 (1948년생), 라르스 (1951년생)와 마티아스 (1961년생)을 두었다. 오늘날 페터는 역사가, 라르스는 화가이며 마티아스는 배우이다. 32년간 결혼 생활 후에 브란트는 1980년 루트와 이혼하였다. 1983년 12월 9일 브란트는 브리기테 제바허 (1946년생)와 재혼하였다. 루트 여사는 2006년 7월 28일 베를린에서 사망하였다.

### 귄터 기욤 역을 맡은 마티아스
2003년 마티아스 브란트는 독일의 영화 제작자 올리버 슈토르츠에 의한 영화 《Im Schatten der Macht》 (권력의 그림자에서)에서 귄터 기욤의 역을 맡았다. 영화는 기욤 사건과 브란트의 사임과 다룬다. 마티아스는 자신의 부친을 배신하고 1974년 그를 사임하도록 만든 남자의 역을 맡으려고 한 것이 공고되었을 때 독일에서 소수의 논쟁을 일으켰다. 그해 일찍이 브란트 부부와 기욤 부부가 함께 노르웨이로 휴가를 갔을 때 당시 12세였던 마티아스가 기욤과 그의 부인이 "전체의 밤을 통하여 타자기에 불가사의한 것들을 타입하고 있었다"는 것을 발견하는 데 첫 사람이었다.

### 자신의 부친의 관한 글을 쓴 라르스
2006년 초순에 라르스 브란트는 《Andenken》 (회상)으로 불린 자신의 부친에 관한 전기를 발행하였다. 그 책은 어떤 논쟁의 주제로 지내왔다. 어떤이들은 그것을 부자 관계의 사랑하는 추억으로 본다. 다른이들은 전기를 그가 정말로 자신을 사랑한 부친을 전혀 가지지 않았다고 아직도 생각하는 아들의 무자비한 진술로 부른다.

## 수상
- 노벨 평화상 (1971년)
- 뉴욕에서 제3세계상 (1984년)
- 알베르트 아인슈타인 평화상 (1985년)

## 같이 보기
- 독일 사회민주당
- 동방정책
- 서독
- 서베를린
- 콘라트 아데나워
- 쿠르트 슈마허
- 게오르크 키징거
- 루트비히 에르하르트
- 헬무트 슈미트